# Novofoudrasia curvata
Novofoudrasia curvata es una especie de insecto coleóptero de la familia Chrysomelidae.
Fue descrita científicamente en 1997 por Yu in Wang & Yu.